# Radomil Rous
Radomil Rous (Třebíč, 21 maggio 1978) è un pilota motociclistico ceco ritiratosi dall'attività agonistica.

## Carriera
Nel 1994 ha iniziato a gareggiare in competizioni nazionali e l'anno successivo gareggia in 250. Ha vinto il titolo nazionale della categoria dal 2001 al 2003.
Le sue prime apparizioni internazionali sono nel campionato Europeo Velocità dove ha gareggiato in classe 250 dal 1998 al 2004 (undicesimo in classifica nel 2001 e quinto nel 2003) e nella categoria Supersport dal 2006 al 2008.
Per quanto riguarda le competizioni del motomondiale, dopo aver partecipato come wild card alle edizioni del GP della Repubblica Ceca dal 1997 al 2003 ed a quello di Valencia 2003 dove ottiene il suo primo punto mondiale, nel 2004 ha partecipato alla sua prima stagione quasi completa in classe 250, due gare come wildcard con l'Aprilia RSV 250 del team Campetella Racing ed il finale di stagione con una Yamaha YZR 250 del team UGT Kurz come pilota sostitutivo.
L'anno successivo ha gareggiato nella stessa classe con una Honda RS 250 R nel team Wurth Honda BQR, ma sempre senza conseguire risultati di particolare rilievo. Nel 2007 corre come wild card il gran premio della Repubblica Ceca a Brno nel campionato mondiale Supersport con una Yamaha YZF-R6 del team KRTZ IV. Il risultato in gara lo vede ritirato, quindi non ottiene punti per la classifica piloti. Sempre nel 2007 si sposta nel campionato Alpe Adria, campionato che vince nelle categorie stock 600 e supersport l'anno successivo. Nel 2008 vince anche il campionato ceco nelle categorie Supersport e Superstock 600.

## Risultati in gara

### Motomondiale
| 1997 | Classe | Moto   |  |  |  |  |  |  |  |  |  |  |  |    |  |  |  |  |  | Punti | Pos. |
| ---- | ------ | ------ |  |  |  |  |  |  |  |  |  |  |  | -- |  |  |  |  |  | ----- | ---- |
| 1997 | 250    | Yamaha |  |  |  |  |  |  |  |  |  |  |  | 20 |  |  |  |  |  | 0     |      |

| 1998 | Classe | Moto   |  |  |  |  |  |  |  |  |  |    |  |  |  |  |  |  |  | Punti | Pos. |
| ---- | ------ | ------ |  |  |  |  |  |  |  |  |  | -- |  |  |  |  |  |  |  | ----- | ---- |
| 1998 | 250    | Yamaha |  |  |  |  |  |  |  |  |  | 22 |  |  |  |  |  |  |  | 0     |      |

| 1999 | Classe | Moto  |  |  |  |  |  |  |  |  |  |     |  |  |  |  |  |  |  | Punti | Pos. |
| ---- | ------ | ----- |  |  |  |  |  |  |  |  |  | --- |  |  |  |  |  |  |  | ----- | ---- |
| 1999 | 250    | Honda |  |  |  |  |  |  |  |  |  | Rit |  |  |  |  |  |  |  | 0     |      |

| 2000 | Classe | Moto  |  |  |  |  |  |  |  |  |  |  |    |  |  |  |  |  |  | Punti | Pos. |
| ---- | ------ | ----- |  |  |  |  |  |  |  |  |  |  | -- |  |  |  |  |  |  | ----- | ---- |
| 2000 | 250    | Honda |  |  |  |  |  |  |  |  |  |  | 25 |  |  |  |  |  |  | 0     |      |

| 2002 | Classe | Moto  |  |  |  |  |  |  |  |  |  |    |  |  |  |  |  |  |  | Punti | Pos. |
| ---- | ------ | ----- |  |  |  |  |  |  |  |  |  | -- |  |  |  |  |  |  |  | ----- | ---- |
| 2002 | 250    | Honda |  |  |  |  |  |  |  |  |  | NP |  |  |  |  |  |  |  | 0     |      |

| 2003 | Classe | Moto    |  |  |  |  |  |  |  |  |  |     |  |  |  |  |  |    |  | Punti | Pos. |
| ---- | ------ | ------- |  |  |  |  |  |  |  |  |  | --- |  |  |  |  |  | -- |  | ----- | ---- |
| 2003 | 250    | Aprilia |  |  |  |  |  |  |  |  |  | Rit |  |  |  |  |  | 15 |  | 1     | 33º  |

| 2004 | Classe | Moto             |  |    |     |  |  |  |  |  |    |    |     |     |     |    |    |    |  | Punti | Pos. |
| ---- | ------ | ---------------- |  | -- | --- |  |  |  |  |  | -- | -- | --- | --- | --- | -- | -- | -- |  | ----- | ---- |
| 2004 | 250    | Aprilia e Yamaha |  | 19 | Rit |  |  |  |  |  | 21 | 18 | Rit | Rit | Rit | 20 | 19 | 19 |  | 0     |      |

| 2005 | Classe | Moto  |    |    |     |    |    |    |  |    |    |    |    |    |     |     |  |  |  | Punti | Pos. |
| ---- | ------ | ----- | -- | -- | --- | -- | -- | -- |  | -- | -- | -- | -- | -- | --- | --- |  |  |  | ----- | ---- |
| 2005 | 250    | Honda | 12 | 19 | Rit | 21 | 13 | NP |  | NE | 15 | 20 | 14 | 15 | Rit | Rit |  |  |  | 11    | 24º  |

| Legenda | 1º posto        | 2º posto            | 3º posto            | A punti      | Senza punti        | Grassetto – Pole position Corsivo – Giro più veloce |
| Legenda | Gara non valida | Non qual./Non part. | Ritirato/Non class. | Squalificato | '-' Dato non disp. | Grassetto – Pole position Corsivo – Giro più veloce |

### Campionato mondiale Supersport
| 2007 | Moto   |  |  |  |  |  |  |  |  |    |  |  |  |  | Punti | Pos. |
| ---- | ------ |  |  |  |  |  |  |  |  | -- |  |  |  |  | ----- | ---- |
| 2007 | Yamaha |  |  |  |  |  |  |  |  | 24 |  |  |  |  | 0     |      |

| Legenda | 1º posto        | 2º posto            | 3º posto           | A punti      | Senza punti        | Grassetto – Pole position Corsivo – Giro più veloce |
| Legenda | Gara non valida | Non qual./Non part. | Ritirato/Non class | Squalificato | '-' Dato non disp. | Grassetto – Pole position Corsivo – Giro più veloce |